# Le Cid maghané
 (avril 2020).
Le Cid maghané est une pièce de théâtre du dramaturge québécois Réjean Ducharme jouée pour la 1re fois du 27 juin au 6 août 1968, au Festival de Sainte-Agathe. La pièce est fondée sur l'argument du Cid de Pierre Corneille, et utilise les contrastes entre le « joual » et le français littéraire.
Le Cid maghané est, selon son auteur, « une parodie en 14 rideaux écrite pour être jouée en costumes d'époque dans des meubles de 1967 », contemporains au moment de sa première création. Selon le metteur en scène Yvan Canuel, Ducharme y effectue une distanciation brechtienne de la réalité québécoise en utilisant l'argument du Cid. « Le Cid maghané prend le contre-pied de toutes les valeurs que véhiculait la pièce de Corneille en les intégrant au milieu québécois. On peut aussi y trouver une dénonciation du patronage, du partage de la société en clans de femmes et d'hommes qui restent dans leur coin. Le Cid, c'est un gars de taverne, un "péteux de broue" ».
L' utilisation du langage populaire, le « joual », apparaît ici deux mois avant la mise en scène par André Brassard des Belles-sœurs de Michel Tremblay. André Brassard aurait d'ailleurs assisté à une dizaine de représentations du Cid Maghané, selon Yvan Canuel. Les deux productions originales se partagent les comédiennes Luce Guilbeault et Hélène Loiselle.

## Création
En 1967, Réjean Ducharme a 25 ans. Il écrit la pièce, inspiré par une promenade dans la rue.
Véronique Borboën relate les propos d’Yvan Canuel, premier metteur en scène : « Ducharme raconte qu'il se promenait dans un quartier de l'Est de la ville et qu'à quelques pas devant lui marchait un couple enlacé. Le couple dépasse un jeune dur, adossé à une vitrine qui aussitôt siffle son admiration pour la fille. V’là l'autre gars insulté noir qui revient sur ses pas et le gifle. Évidemment la riposte ne se fait pas attendre et la bataille prend pour de bon. Ducharme trouve la scène absolument ridicule. Il retourne chez lui et relit Le Cid de Corneille d'une traite. C'est à ce moment-là que lui serait venue l'idée de maghaner l'honneur et le Cid qui, on le sait, est la tragédie de l'honneur».
C'est le refus des théâtres du Nouveau Monde et du Rideau Vert de mettre en scène Ines Pérée et Inat Tendu qui mène l'auteur au Festival de Sainte-Agathe. Ducharme rencontre Yvan Canuel par l'intermédiaire d'une amie commune, Pauline Julien, afin de discuter du projet de monter Le Cid Maghané. La pièce est réécrite 4 fois par son auteur : la première version est retenue car plus spontanée, moins recherchée que les 3 suivantes. Le texte n'en est pas publié, à la suite d'une mésaventure vécue avec un éditeur montréalais qui a publié (et vendu) L'avalée des avalés sans autorisation et sans verser de droits, pensant que Ducharme n'existait pas.

## Résumé de la pièce
Ducharme reprend le déroulement de la pièce originale, y ajoutant quelques scènes.
L'Infante a rapproché Rodrigue et Chimène afin qu'ils s'épousent. Un différend survient entre les pères des amants. Don Diègue demande à son fils Rodrigue de le venger. Ce dernier convoque le Comte de Gormas en duel et le tue, compromettant instantanément son mariage. Chimène demeure attachée à Rodrigue, mais demande au roi de lui rendre justice.
Ici, la pièce se détache du modèle: Rodrigue retrouve son père à la taverne Chez Ben pour monnayer sa bravoure et lui soutirer cinquante-mille pesos afin de s'acheter un véhicule. Roulant désormais en Cadillac, Rodrigue se fait vainqueur des Arabes et, ayant défendu la Castille, demande au roi de lui procurer une Roll's Royce. Chimène provoque un duel entre Rodrigue et Don Sanche et se promet au vainqueur. Mais Rodrigue célèbre la victoire (et son enterrement de vie de garçon) prématurément : il se rend au duel vêtu de skis alpins et de gants de boxe. Il perd le duel et Chimène se voit contrainte de se rendre chez le roi, Don Fernand, afin de rendre caduc son engagement envers Don Sanche. Elle engage un combat qui devient une mêlée générale.
La pièce se termine avec un « reel » dansé autour du corps de Rodrigue, alors que l'on entonne le Ô Canada !

## Analyse
Comme le signale Laurent Mailhot dans son article «Le théâtre de Ducharme», il serait simple de se croire avec Le Cid Maghané devant une «tradaptation» telles que le furent le Cid mis en pièces par Roger Planchon, ou le Hamlet, prince du Québec de Robert Gurik.
Réjean Ducharme, lui-même, l’annonce déjà dans Le Devoir du 22 juin 1968 : « Je l'ai récrite en mes propres mots. J'avais pour but de la rendre plus comprenable et plus de par ici, moins sérieuse et plus laide. Au fond, je n'en ai fait qu'une mise en scène.» Mais il omet de mentionner comment il a transformé l’œuvre. Selon Mailhot, « Non seulement fait-il d'un poème une prose, d'une tragédie au dénouement heureux une farce qui finit très mal, mais il monte un spectacle qui renvoie le spectateur à lui-même. [...] Ducharme ne gauchit, ne vulgarise, n'« enlaidit » Le Cid que pour souligner une distance, se ménager un instrument. Le dramaturge se sert du Cid pour lire — et critiquer — la société québécoise, plus que de celle-ci, et du joual, pour relire Corneille.»
La pièce dénonce  l'aliénation des personnages face à une société de consommation que l'auteur caricature. Chacun s'évertue à sauver les apparences et à préserver son honneur avant toute autre chose. Le seul écart à cette conduite vient du côté de l'Infante: l'auteur lui écrit un segment où la comédienne qui en tient le rôle se présente devant le rideau fermé et s'affiche comme étant une comédienne nommée Antoinette Buffon. Elle confie au public qu'elle n'arrive pas à bien mémoriser ses lignes, mais qu'elle excelle en improvisation. Elle livre un petit monologue où elle plaint sa propre solitude quand Léonor, sa gouvernante, vient l'interrompre pour la ramener derrière le rideau, dans la pièce.
Évoquant le monologue d'Antoinette Buffon lors du onzième rideau, Yvan Canuel fait justement remarquer que l'on passe ici par la distanciation brechtienne: «On a ici une distanciation de l'acteur vis-à-vis son personnage et du personnage au personnage», notant toutefois que «Ducharme n'est peut-être pas conscient de cette distanciation mais il l'a. C'est le principal.»

### La langue
Avec Le Cid Maghané, comme le note Laurent Mailhot, les critiques savent que « dans son théâtre comme dans ses romans, Réjean Ducharme est fou des mots. Archaïsmes et néologismes, étymologies et catachrèses, onomatopées et contrepèteries, babélien et bérénicien, français littéraire et joual le sollicitent simultanément. ».
Dans sa réécriture du Cid, Ducharme alterne entre un québécois parlé, vulgaire, et un français emphatique, prétentieux et remplit d'anglicismes et de fautes de syntaxes. Ces derniers passages sont soulignés à même le texte et les comédiens reçoivent l'indication de les jouer de manière pointue et lyrique. Le metteur en scène Yvan Canuel explique que ce contraste des deux niveaux de langage qu'explore Ducharme, « est le contraste vécu par ce Québécois qui, toute la journée, se force pour bien s'exprimer et qui arrive le soir à la maison en disant "Maudit que j'chu fatiqué!"»
Également selon Canuel, Ducharme touche aux subtilités du langage: « le personnage québécois que dépeint Ducharme ressemble aux vrais Québécois: il s'exprime plus par l'intonation que par le vocabulaire. [...] Chaque mot qu'il exprime est lourd de sens car il en recouvre plusieurs autres.»
L'écrivain Montréalais Naïm Kattan met le doigt sur ce qu'il y a peut-être de plus viscéralement québécois dans l'écriture de Ducharme: « le langage, les jeux de mots, les trouvailles de style ne sont qu'une manière d'atteindre un réel qui échappe. Il échappe d'autant plus à un Canadien français que celui-ci dispose d'outils fragiles pour le saisir.» Kattan évoque lui aussi la force du monologue de cette comédienne nommée Antoinette Buffon: «Sa diction est tellement exagérée, son langage est tellement travaillé que l'on ressent le malaise de voir un personnage abîmer ses ressources vitales en essayant de fabriquer, non pas une médiation par le langage, mais un écran entre ce qu'il a à communiquer et ce qu'il communique vraiment. [...] Curieusement ce n'est pas quand il parle bien qu'il s'exprime vraiment. "Le bon parler" semble dire Ducharme, peut être le mensonge le plus colossal parce qu'il est ridicule et dérisoire.»

## Productions

### Première présentation - 1968

#### Contexte socio-politique
Le 24 juin, cinq jours avant la première représentation de la pièce, eut lieu à Montréal le Lundi de la matraque; émeute violente (290 personnes arrêtées et 125 autres blessées) opposant des manifestants souverainistes aux forces de l'ordre. Le 25 juin, une campagne électorale fédérale se concluait par une victoire du Parti libéral du Canada. Dans ce contexte, le Gouverneur général M. Roland Michener, invité d'honneur du festival, avait remis en cause sa présence annoncée à la première du Cid Maghané jugeant préférable de ne pas assister à cette manifestation à “caractère provincial”. Selon Yvan Canuel, la publicité du festival laissait l'impression que le festival de Sainte-Agathe avait une tendance indépendantiste. L'affaire défraya les manchettes de la presse nationale. Après quelques mises au point, le Gouverneur général assista à la représentation.

#### Réalisation théâtrale
Le Cid Maghané est présenté pour la toute première fois du samedi 29 juin au 6 août 1968 au Festival de Ste-Agathe, en même temps qu’une autre pièce de Réjean Ducharme: Ines Pérée et Inat Tendu. Le Cid Maghané est joué dans le Théâtre de La Sablière.
La mise en scène des deux pièces est assurée par Yvan Canuel. Pour le Cid, on doit les décors à Jean-Claude Rinfret, les costumes à Claude-G. Choquette. La musique originale a été créée par Robert Charlebois mais ne fut jamais utilisée à cause de la mauvaise qualité technique de l'enregistrement. Cette musique consistait en variations sur les thèmes d’Ô Canada.

#### Distribution
- Luce Guilbeault
- Hélène Loiselle
- Louise Rémy
- Lucille Papineau
- Lionel Villeneuve
- François Tassé - Rodrigue (le Cid)
- Jean-Louis Paris - Don Diègue
- Louis De Santis - Don Arias
- Claude Préfontaine
- Roger Garand - le roi

#### Réception critique
Dans l'évaluation qu'en fait Canuel en 1977, la pièce de théâtre montée en 1968 fut « accueillie d'une manière assez bizarre. On s'amusait ferme, mais les premières répliques mettaient les gens sur la défensive ». Le critique Martial Dassylva de la Presse n'en disconvient pas: « Les comédiens s'amusent, les spectateurs s'amusent assez souvent et Réjean Ducharme s'est probablement amusé en "maghanant" le chef-d'œuvre de Corneille. »
Toutefois, le critique de la presse n'a su tirer que peu d'agrément de la juxtaposition des deux niveaux de langage. Bien qu'il jugeât fort agréable pour ceux qui avaient une bonne mémoire des vers de Corneille d'entendre les trouvailles avec lesquelles Ducharme arriva à les remplacer, il trouva l'utilisation du joual non seulement « inefficace au niveau dramatique » mais aussi symptomatique d'un glissement dans le gouffre de l'aliénation culturelle.
L'auteur et dramaturge Alain Pontaut était pour sa part dithyrambique: «Le texte est irrésistible! Jamais je n’ai ri de si bon cœur au théâtre. La mise en scène coule de source et l’interprétation est digne de tous les éloges! Ce spectacle est digne des plus belles pages de la Comedia de l'arte (sic)!»
Dans une critique ayant joui du bénéfice d'une plus longue période de préparation, Laurent Mailhot trouva dans Le Cid maghané, une sorte de victoire puisqu'«en tous les points où la mécanique grince, où elle a du jeu, le jeu précisément s'installe. Le jeu, c'est-à-dire la gratuité, la liberté, la pureté, qui n'est pas seulement un thème mais une forme chez Ducharme. Le théâtre de Ducharme n'est pas un théâtre littéraire, c'est un théâtre de la victoire sur les mots, un théâtre de la cruauté et de l'innocence, un théâtre complètement théâtral, et qui scandaleusement ne s'en cache pas.»
Des hommes de théâtre tels qu'André Brassard, Paul Hébert et Pierre Boucher ont pour leur part assisté à une dizaine des représentations de la création, le dernier la définissant comme une révélation. Ces présences sont pertinentes dans le contexte de l'émergence du joual dans le théâtre québécois.

### Tournée - automne 1968
Selon La Presse, la pièce part en «tournée automnale» dans différentes villes du Québec: Hull, Sherbrooke, Joliette, Shawinigan, Drummondville, Beaupré, La Pocatière, Chicoutimi, Jonquière et Ste-Thérèse. Les comédiens annoncés pour cette tournée, effectuée «sous les auspices de la Fédération des Centres culturels du Québec», sont: «François Tassé (Le Cid), Catherine Bégin (Chimène), Louise Latraverse (L’Infante), Roger Garand (Le Roi), Pierre Thériault (Don Gormas), Jean-Louis Paris, Louis de Santis, Patrick Peuvion, Roger Michael, Louise Rémy, Lucille Papineau, Claude Préfontaine, etc.».

### Production de 1977

#### Réalisation théâtrale
Il s'agit cette fois d'une production du Théâtre du Trident, présentée à la salle Octave-Crémazie du Grand Théâtre à Québec, du 17 février au 20 mars 1977. Il s'agit de la même version textuelle que celle de 1968. La mise en scène est à nouveau assurée par Yvan Canuel tandis que les décors et costumes sont de Yvan Gaudin et les éclairages de Denis Mailloux.

#### Distribution
- Chimène - Marie Tiffo
- L'Infante - Andrée Lachapelle
- Elvire - Diane Jules
- Leonor - Janine Angers
- Don Rodrigue (Le Cid) - François Tassé
- Don Fernand (le Roi) - Louis de Santis
- Don Gormas - Aubert Pallascio
- Don Diègue - Michel Daigle
- Don Sanche - Pierre Brisset des Nos
- Don Arias - René Massicotte
- Don Alonse - Dominic Lavallée
- Piwi (Blackie) - Michel Viel

### Production de 2001

#### Réalisation théâtrale
Cette nouvelle version, approuvée par Réjean Ducharme, est mise en scène par Frédéric Dubois. La pièce de théâtre est montée à la Maison Blanchette à Cap-Rouge en 1999. Il s'agit de la première production du Théâtre des Fonds de Tiroirs à Montréal, présentée à la salle Fred-Baril du Théâtre Denise-Pelletier, du 4 au 20 octobre 2001. La scénographie est l'œuvre de Yasmina Giguère tandis que l'environnement sonore est conçu par Pascal Robitaille.

#### Distribution
Fabien Cloutier, Ludger Côté, Éva Daigle, Marie-France Desranleau, Marie-Christine Lavallée, Christian Michaud et Tova Roy.